# Keilbachia scutica
Keilbachia scutica är en tvåvingeart som beskrevs av Vilkamaa, Komarova och Heikki Hippa 2006. Keilbachia scutica ingår i släktet Keilbachia och familjen sorgmyggor. Inga underarter finns listade i Catalogue of Life.